# Municipio de Clay (condado de Clay)
El municipio de Clay (en inglés: Clay Township) es un municipio ubicado en el condado de Clay en el estado estadounidense de Iowa. En el año 2010 tenía una población de 604 habitantes y una densidad poblacional de 6,4 personas por km².

## Geografía
El municipio de Clay se encuentra ubicado en las coordenadas 43°2′24″N 95°19′45″O / 43.04000, -95.32917. Según la Oficina del Censo de los Estados Unidos, el municipio tiene una superficie total de 94.32 km², de la cual 94,32 km² corresponden a tierra firme y (0 %) 0 km² es agua.

## Demografía
Según el censo de 2010, había 604 personas residiendo en el municipio de Clay. La densidad de población era de 6,4 hab./km². De los 604 habitantes, el municipio de Clay estaba compuesto por el 95,86 % blancos, el 0,17 % eran afroamericanos, el 0,33 % eran asiáticos, el 0,99 % eran de otras razas y el 2,65 % eran de una mezcla de razas. Del total de la población el 2,15 % eran hispanos o latinos de cualquier raza.